# Nymphon tenellum
Nymphon tenellum is een zeespin uit de familie Nymphonidae. De soort behoort tot het geslacht Nymphon. Nymphon tenellum werd in 1888 voor het eerst wetenschappelijk beschreven door Sars. 